# Vladimirovka (Quba)
Vladimirovka è un comune dell'Azerbaigian situato nel distretto di Quba. Conta una popolazione di 2 492 abitanti.